# Nate Hartley
Nate Hartley é um ator norte americano. Ele é mais conhecido por interpretar Ozzie Kepphart em Zeke & Luther e Wade, um dos protagonistas do filme, em Drillbit Taylor, ao lado de Josh Peck. Já fez pequenos papéis em sitcoms como  iCarly, da Nickelodeon, Jonas e Hannah Montana, da Disney.